# Rue de l'Élysée-Ménilmontant
La rue de l'Élysée-Ménilmontant est une voie du 20e arrondissement de Paris, en France.

## Situation et accès
La rue de l'Élysée-Ménilmontant est une voie située dans le 20e arrondissement de Paris. Elle débute au 8, rue Julien-Lacroix et se termine en impasse.

## Origine du nom
Elle porte le nom du bal public de l'Élysée-Ménilmontant sur l'emplacement duquel la voie a été ouverte. Ce bal avait hérité des palmiers en zinc qui se trouvaient au bal Mabille, dans le 8e arrondissement.

## Historique

### Le Bal de l'Elysée Ménilmontant

#### Situation géographique

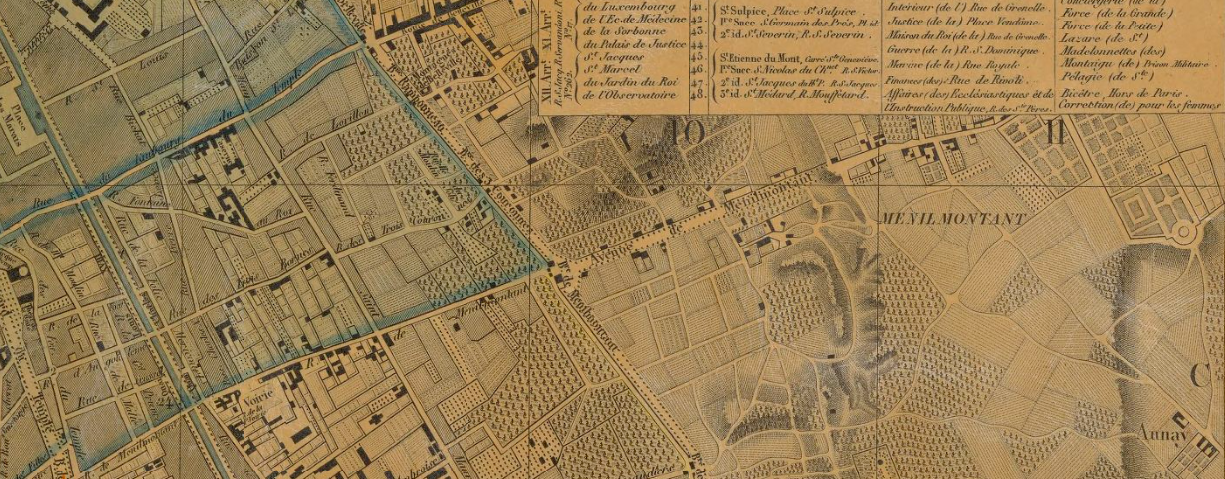
Ménilmontant, Plan de la ville de Paris, 1830, Xavier Girard, Source gallica.bnf.fr / Bibliothèque nationale de France

Le territoire du « Bal de l’Élysée Ménilmontant », baptisé ainsi en 1814 par son créateur et propriétaire, Monsieur Bruneau professeur de danse, était à cette époque en dehors de Paris à la limite entre une zone relativement urbanisée extérieure au mur des Fermiers généraux et la campagne, zone agricole surtout plantée de vignes. Ce mur ceinturant Paris, avec ses « différentes barrières » (dont celle de Ménilmontant) où l’on contrôlait l’entrée marchandises et faisait payer les taxes, était à l’emplacement de l’actuel boulevard de Ménilmontant. Il a été détruit en 1860 lors de l’extension de Paris aux sept communes avoisinantes. C’est en effet en réunissant le sud de la commune de Belleville et la commune de Charonne que le régime du second empire a constitué le 20ème arrondissement de Paris.
Il bénéficiait aussi de la proximité de la Chaussée de Ménilmontant (l’actuelle rue de Ménilmontant), le long de laquelle une urbanisation de faubourg a commencé à apparaître vers 1808. D’abord simple hameau rural de Belleville, Ménilmontant est devenu un « village-rue » au cours du XIXe siècle.

#### Le bal

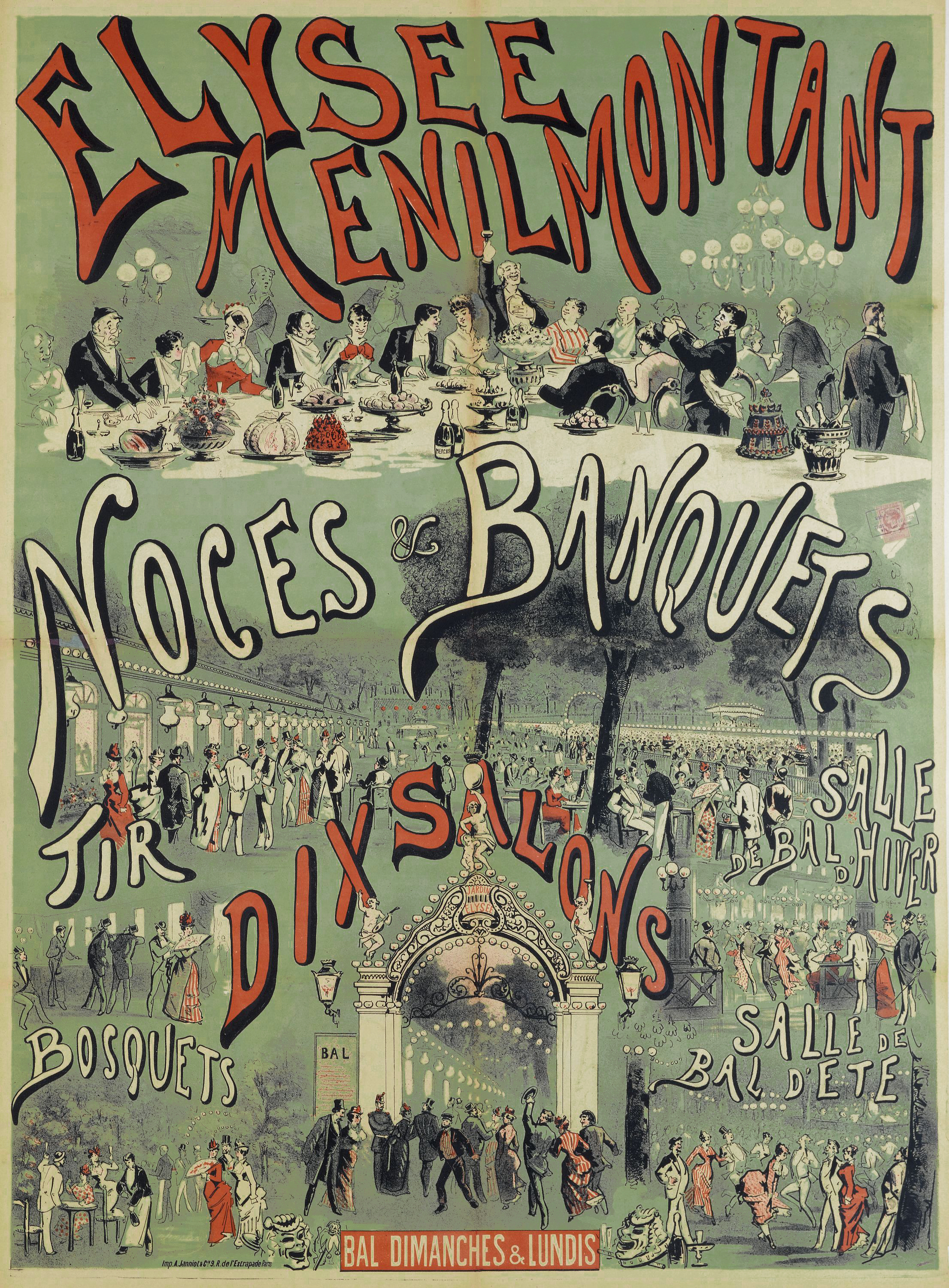
Affiche provenant des collections du Musée Carnavalet - Musée d'Histoire de la ville de Paris. Réalisée en 1884 par J. Jonchère, dessinateur.

Monsieur Bruneau avait ouvert, un an avant la chute du Premier Empire, cet établissement doté d’un grand parc planté de superbes marronniers. On y entrait par une belle grille au 8-10 rue Julien Lacroix. C’était plus qu’un lieu où l’on apprenait et pratiquait la danse, les samedi, dimanche et lundi, mais un lieu de détente et de divertissements « au bon air ». On y voyait après 1850 de faux palmiers en métal  et le soir s’allumaient des guirlandes de verre coloré, les « girandoles », qui créaient de belles arcades lumineuses.
L’Élysée-Montmartre, boulevard Rochechouart, avait ouvert sept ans plus tôt en 1807. Au départ lui aussi un bal, il est aujourd’hui toujours « debout », devenu après beaucoup de transformations et de vicissitudes, une salle de spectacle.
Comme l’annonce une belle affiche datant de 1884, conservée au Musée Carnavalet, l’Élysée Ménilmontant avait à la fois une salle de bal d’hiver et une autre d’été dans le jardin. Le lieu était très festif. Sur l’affiche, on lit « Dix salons, Noces et Banquets ». Et encore en grandes lettres « Bosquets » qui favorisaient les premières rencontres amoureuses entre jeunes. Enfin on pouvait y pratiquer le tir.  
On y dansait entre autres des « quadrilles » -danse collective « chorégraphiée » - rigoureusement dirigés par Monsieur Bruneau. « Si vous n’avez pas vu le Bal de l’Élysée Ménilmontant, vous n’avez rien vu, n’avez entendu de votre vie une vraie musique de bal », écrivait en 1834 Auguste Luchet dans des pages sur les bals champêtres de Paris.  

Un autre habitué en fait la description suivante: 
L'Élysée-Ménilmontant a continué les traditions de l'île d'Amour ; son vaste jardin, planté d'arbres séculaires, ses mille becs de gaz, son splendide salon de 600 couverts très propice aux grandes noces, aux repas de corps, aux bals publics, en font un séjour enchanteur, très recherché par la jeunesse folâtre et bruyante. 
« L'île d'Amour », guinguette très connue à l'époque, se situait dans le haut de Belleville, une partie de ses terrains se trouvaient à l'emplacement de l'Église Saint-Jean-Baptiste de Belleville, dans l'actuel quartier Jourdain.

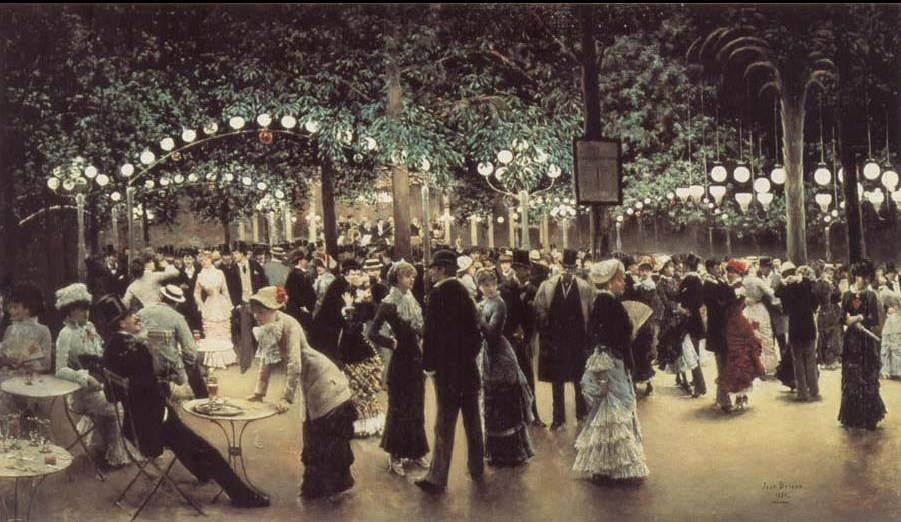
Tableau Le Bal de l'Élysée-Ménilmontant (Le Bal public), Jean Béraud, 1880

Un tableau du peintre impressionniste Jean Béraud intitulé Le Bal de l'Élysée-Ménilmontant (également Le bal public) et datant de 1880 offre un aperçu de l'atmosphère du bal.

Enfin, on trouve le récit suivant dans Les Nouvelles parisiennes de Philippe Chaperon :

Ce soir-là, l'Élysée-Ménilmontant était resplendissant de lumière, et tout bruyant de musique et de rires joyeux. Un municipal, ganté de blanc et les mains croisées, se tenait debout, gravement, près du contrôle. Autour du jardin, des girandoles couraient en arcades lumineuses, éclairant le feuillage vert cru des arbres dont les branches hautes se noyaient dans l'ombre et le vague. 
Au-dessus, on apercevait la nuit étoilée. Toutes les tables étaient envahies par des buveurs, et au milieu du jardin, dans l'espace réservé à la danse, une foule de jeunes gens et de femmes s'agitaient dans un branle furieux. C'était un pêle-mêle de chevelures en coup de vent, de mains battant l'air, de jupes envolées, — le tout, dominé par l'aigre son de la clarinette, les notes éclatantes du piston et le rythme étouffé de la grosse caisse. L'orchestre jouait le final d'un quadrille. [...]
Ce bal a cette physionomie particulière, qu'il n'est ni crapuleux ni demi-mondain; c'est quelque chose entre la Closerie des Lilas et la Reine-Blanche ; aussi la cocotte y est-elle à l'état de légende, de même que la casquette et la blouse y sont inconnues. Du reste, un avis placardé au contrôle vous avertit qu'une « mise décente est de rigueur ». En revanche, le chapeau melon y règne sans partage, et le chapeau de soie, lorsqu'il s'en présente, n'y obtient jamais qu'un succès d'estime — et encore! [...]
Ce qui distingue surtout cet endroit des autres bals de plus haut parage, c'est que toutes les jeunes filles qu'on y coudoie sont jeunes. Ce sont de petites ouvrières, brunisseuses, passementières ou fleuristes, habitant le quartier pour la plupart, et qui viennent, en cheveux, faire un tour de polka ou un quadrille, en se cachant de leurs parents. Quelquefois, pourtant, des mères drapées de châles voyants viennent s'y asseoir et vider un saladier de vin chaud, en regardant sauter la jeunesse. D'ailleurs, chacun s'y amuse entre soi, et tout le monde se connaît, à force de se rencontrer chaque semaine. Ce n'est pas à dire pour cela que les intrigues et le vice en soient exclus. Des conciliabules mystérieux se tiennent dans les allées sombres du jardin, loin de la foule, et quand on passe au fond, près des bosquets, on entend des baisers qui s'échangent, des rendez-vous et des adresses qui se donnent : « Attends-moi dehors, à la porte » ; ou bien encore : « Non, vois-tu, je ne peux pas ce soir : il faut que je rentre. » Et, des éclats de rire sonores envolés de toutes ces jeunes bouches, de ces clignements d'yeux naïfs et de ces coquetteries enfantines, on sent se dégager comme un parfum de débauche naissante. Souvent aussi, les larmes s'en mêlent, et il n'est pas rare de voir une fille accoudée sur une table, à l'écart, pâle, farouche, muette, et les yeux rougis.

#### Fréquentation

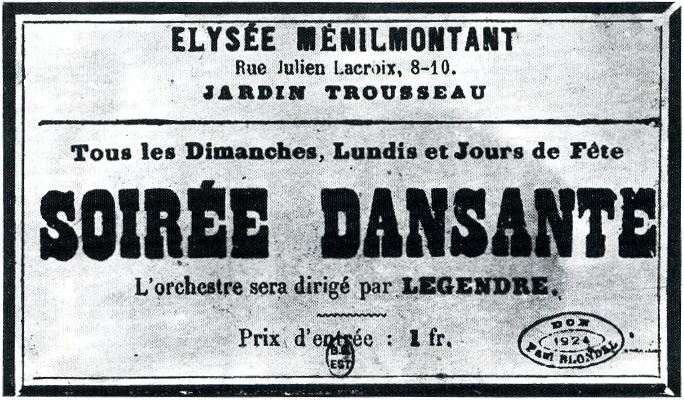

Le public relativement bourgeois et traditionnel, avec une fréquentation familiale d’habitués, différait du public d’autres bals plus populaires « de mauvais genre », fréquenté par des voyous, comme « Le Bal du sauvage », « Le Coq hardi », « Le Paon qui vole » ou encore « La puce qui saute ».
On s'y rendait en famille et « les jeunes filles s'y livraient au plaisir de la danse sous le regard des mères assises sur les bancs et causant entre elles ». 
Eric Hazan dans son ouvrage L'invention de Paris mentionne à propos du bal : "Les traditions s'y étaient maintenues, le public et les mœurs n'étaient pas les mêmes que dans les boulevards extérieurs. L’Élysée Ménilmontant tenait à son « standing », et ce n’était pas là mais dans les cabarets de Belleville que l’on y « guinguait », sautait comme une chèvre, après avoir bu la rude piquette produite localement sur les pentes de Belleville. D’où le nom de Guinguette, cabaret dont le succès venait en bonne partie de ce que le vin y était moins cher, puisque non assujetti aux taxes des marchandises entrant dans Paris. 
Dans les années 1870, il était mal vu de fréquenter les bals, alors que d’autres parisiens étaient partis à la guerre contre la Prusse. Lors du siège de Paris, rendant la vie très dure aux parisiens, il s’agissait plus de survivre que de danser. Le déclin de la fréquentation des bals, tel que celui de l’Élysée Ménilmontant, aurait commencé à cette époque.
Sous la troisième république, l’Élysée Ménilmontant a accueilli des meetings politiques. Léon Gambetta, lors de sa candidature à la députation de Belleville y présenta en 1881 son fameux discours programme. Ce jour-là, l’Élysée Ménilmontant accueille 2500 personnes !

#### Fermeture
L’Élysée Ménilmontant a cessé son activité en 1894. Quelques-uns des faux palmiers ont été envoyés à l'Élysée-Montmartre. Cela a fait l’objet de plusieurs lots correspondant aux immeubles actuels de la rue, de style haussmannien, construits à cette époque. Entre ces immeubles on avait créé « le passage de l’Église Ménilmontant », nom qui renvoie à  la proximité de la très grande église Notre Dame de la Croix, construite entre 1863 et 1880 (ouverte en 1869).

### Création de la rue de l'Élysée-Ménilmontant
Cette voie est ouverte sous sa dénomination actuelle en 1897. Le passage est devenu la rue de l’Élysée Ménilmontant, pour conserver la mémoire du Bal. Elle est classée dans la voirie parisienne par un arrêté du 12 septembre 1967. C’est une impasse de 81 mètres de long sur 10 mètres de large ; elle aurait pu s’appeler rue des Maronites qui est dans son prolongement. Elle est fermée par le mur de soutènement de la cour de récréation de l’école maternelle Eupatoria.

### La rue de l'Élysée-Ménilmontant pendant la Première Guerre mondiale
Le n°6 de la rue de l'Élysée-Ménilmontant a été touché en 1916 par une bombe de zeppelin faisant des dégâts importants sur la façade de l'immeuble comme le montrent plusieurs images d'archive de la Bibliothèque historique de la ville de Paris. 

Un ouvrage intitulé Paris bombardé par zeppelins, gothas et berthas publié en 1921 par Maurice Thiéry, que l'on peut consulter sur le site Gallica BNF fait le récit suivant de l'événement : 

La fumée de l'engin qui venait de frapper ces hommes, ces femmes et cet enfant n'était pas encore dissipée que dans une autre petite voie toute proche, au n°6 de la rue de l'Élysée-Ménilmontant, une quatrième détonation retentissait. La bombe s'était abattue dans une courette commune à plusieurs immeubles de trois à cinq étages.
Là, dans un des logements donnant sur cette cour, demeuraient M. François, gardien de la paix du XIe arrondissement, sa femme et sa fille, âgée d'une douzaine d'années. La famille était couchée. Le mari et la femme dans la chambre donnant sur la cour, la fillette dans une pièce un peu plus éloignée. Entendant la sonnerie du « garde-à-vous », l'agent François s'était levé. Il ouvrit sa fenêtre et scruta le ciel. A ce moment, la bombe arriva. [...]
Au deuxième étage, sur la cour, habitait M. Faillet, vieillard de soixante et onze ans. Au moment où les sauveteurs arrivent, sa chambre présente un indescriptible chaos. [...]
Comme les précédents, cet immeuble présente un aspect pitoyable. Sur un autre côté de cette même cour, dans un immeuble de cinq étages également, d'autres logements sont atteints par le cinquième projectile et quatre personnes encore [...].

A quelques pas de là, la force de la déflagration a jeté bas plusieurs baraques en planches, dont les débris obstruent la cour.

### La rue de l'Élysée-Ménilmontant de nos jours

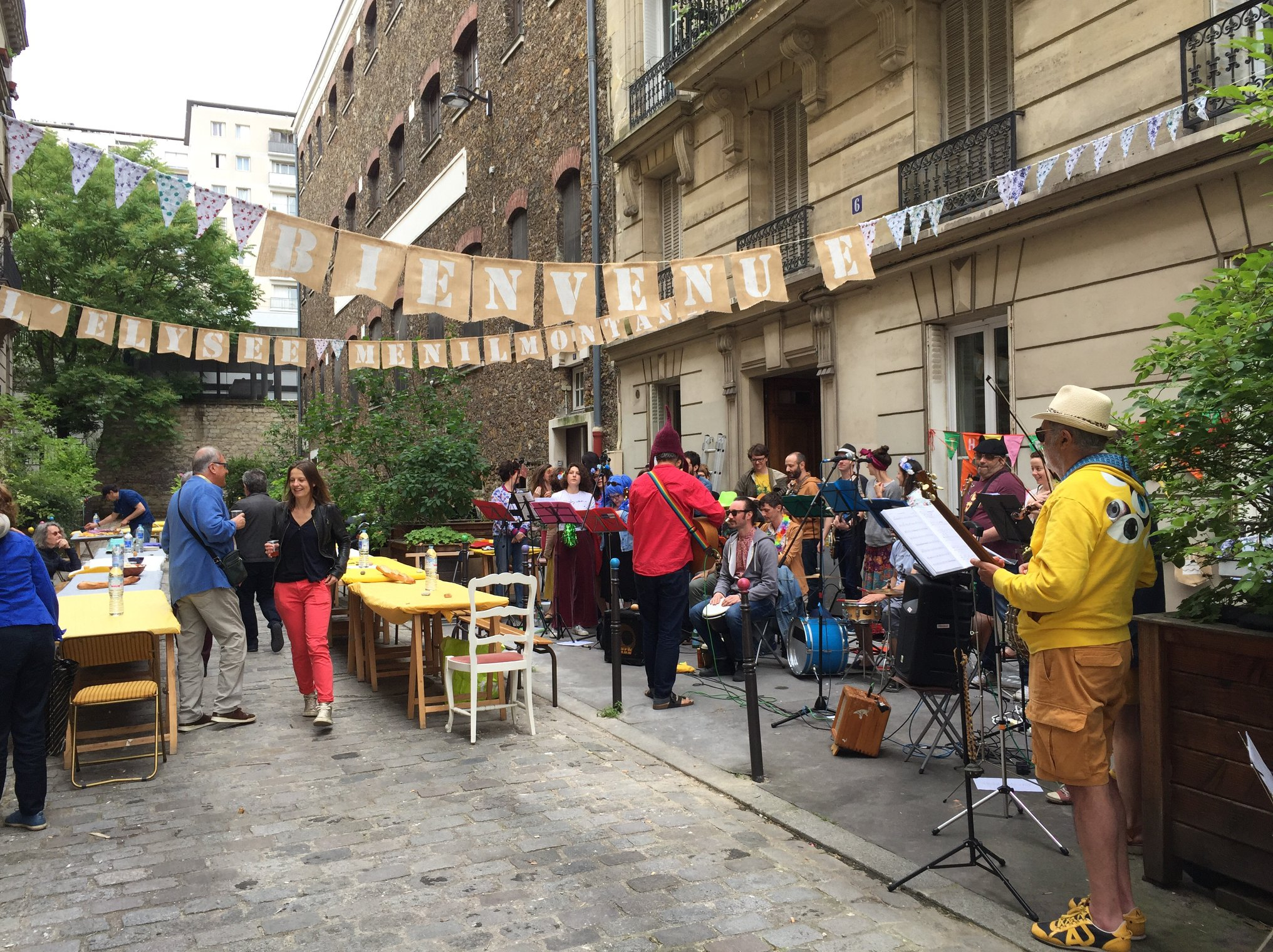
Photo prise lors de l'un des repas annuels de la Commune libre de l'Élysée-Ménilmontant

En 2010, le réseau d’assainissement de la rue a dû être refait. La mairie en a profité pour transformer la rue en voie semi-piétonnière excluant le stationnement des voitures. Un petit groupe de riverains s’est constitué en association, « Commune libre de l’Élysée Ménilmontant », et a été associée à l’aménagement. C’est elle qui a été à l’initiative (pionnière dans le 20ème) des 23 grandes jardinières installées dans la rue, « citoyennes » puisque financées, plantées et entretenues par l’association. Celle-ci organise au mois de juin un repas de quartier largement ouvert.
Deux caractéristiques du Bal de l’Élysée Ménilmontant, la végétalisation et la sociabilité-convivialité, y perdurent au XXIe siècle, sous d’autres formes.